# Un château au soleil

Un château au soleil est une série télévisée française de Robert Mazoyer composée de 6 épisodes de 52 minutes et diffusée en 1988 sur Antenne 2.

## Synopsis
Artus de Montdeny est le propriétaire d'un château usé par le temps et le manque d'entretien. Ruiné et menacé par le fisc, il est pressé par son fils de vendre sa demeure. Or il ne souhaite pas vendre, même à une jolie veuve, Marie-Pierre Beaufroy...

## Distribution
- Jean-Pierre Marielle : Artus Maximilien Espérance, Marquis de Montdeny
- Anny Duperey : Marie-Pierre Beaufroy
- Jérôme Anger : Eric de Montdeny
- Edwige Feuillère : Valentine de Vauquelin
- Françoise Bertin : Joséphine Labrède
- Maxence Mailfort : Parmontheil
- Julien Rochefort : Pascal de Montdeny
- Jean-Pierre Lorit : Stéphane Beaufroy
- Valérie Allain : Isabelle Beaufroy
- Jean-Yves Berteloot : Christian Aurel
- Paul Savatier : Raymond
- Sandrine Kiberlain (sous le nom de Sandrine Kiberl) : Marie-Thérèse, la secrétaire de Mairie
- André Badin : l'homme boudiné
- Bruno Balp : Mr Bougeard
- Yvette Petit : Mme Bougeard
- Yves Barsacq : Robert de Nacqueville
- Pierre Belot : Pierre de Bois Joubert
- Sylvia Bergé : Bess
- Geoffroy Clavière
- Xavier Coll : l'homme au Leica - épisode 4
- Raoul Delfosse : Arnaud de Fontvieille
- Sophie Deschamps : Catherine
- Fernand Guiot : Maitre Surgères
- Sylvie Huguel : Gaby
- Maurice Jacquemont : Georges de Granvallières
- Fernand Kindt : l'Abbé Déchelette
- Robert Le Béal : Etienne de Préjac
- Jean Le Mouël : Fleury
- Jean-Claude Aubé : le journaliste
- Marcel Gassouk : le paysan
- Christiane Minazzoli : Fabienne
- Julien Mazoyer : Alexandre
- Annick Allières : la mère d'Alexandre
- Michel Larivière : le père de la mariée
- Jacques Plée : l'oncle de la mariée (en retard)
- Tomoko Yokomitsu : Miyako
- Takashi Kawahara : Tanaki
- Lionnel Astier : le gendarme
- Catherine Sola : l'infirmière